# Shave and a Haircut
Shave and a Haircut en het daarop volgende antwoord Two Bits (Nederlands: Scheer- en een knipbeurt ... twee bits) is een muzikaal vraag-en-antwoordritme bestaande uit zeven tonen. Deze toonreeks wordt frequent gebruikt aan het einde van een muzikale voorstelling voor een komisch effect. Het is ook een populaire wijze van aankloppen op, bijvoorbeeld, een deur. In Nederland is de toonreeks vooral bekend geworden als de sample: "Die zien we nooit meer ... terug", dat klonk aan het einde van de rubriek: "Het wrak van de weg", uit het TROS-consumentenprogramma: Kieskeurig dat werd uigezonden van 1979 tot en met 1993.

## Herkomst
De herkomst van het muzikale ritme Shave and a Haircut, Two Bits is niet helemaal zeker. De oorsprong ligt waarschijnlijk in een Amerikaanse reclame-uiting uit het midden van de 19e eeuw, voor een of meerdere barbiers, waar een scheer- en een knipbeurt een quarter dollar ($ 0,25) kostte; in de volksmond vaak two bits genoemd.
De bit is een historische munteenheid, 121⁄2 dollarcent. De bit was een gangbare munt in de Verenigde Staten vanaf de Amerikaanse Onafhankelijkheidsverklaring in 1776 tot aan de Amerikaanse muntakte van 21 februari 1857. Gedurende deze periode werd de Spaanse mat veelvuldig gebruikt als valuta, naast de op 2 april 1792 ingevoerde Amerikaanse dollar. De Spaanse mat was een zilvermunt die 8 real waard was. Een real stond gelijk aan één bit. Met de komst van de dollar verdween geleidelijk de Spaanse mat, maar het taalgebruik bleef en two bits werd een synoniem voor vijfentwintig dollarcent.

## Populariteit
De toonreeks kan overal ter wereld worden gehoord. Vaak als: klopritme op een deur; claxoneerritme van een chauffeur of kapitein; afsluiter van komische toneel- en muziekstukken; etc. De toonreeks is diverse keren gebruikt als een coda of een cadens in muziekstukken en wordt sterk geassocieerd met instrumenten die zich lenen voor het bluegrassgenre; met name de vijfsnarige banjo. Amerikaans banjospeler Earl Scruggs eindigde vaak zijn nummers met deze toonreeks of een variatie daarvan. Shave and a Haircut is eveneens vaak te horen in de vroegere cartoons van Looney Tunes.

## Trivia
- In Nederland kreeg de toonreeks bekendheid vanwege de rubriek: "Het wrak van de weg", uit het consumentenprogramma: Kieskeurig dat liep van 1979 tot en met 1993. In de rubriek stond vaak een consument centraal die een tweedehands auto had gekocht die een wrak bleek te zijn. De rubriek eindigde bijna altijd met het autowrak dat tot schroot werd geperst of op een andere manier werd vernietigd, onder de sample: "Die zien we nooit meer terug", op de melodie van Shave and a Haircut. Deze sample betrof feitelijk het eindfragment uit het lied: Vlooiencircus, uitgevoerd door het Cocktail Trio.[3][4]
- De toonreeks is ook gebruikt als een sjibbolet door Amerikaanse krijgsgevangenen in de Vietnamoorlog. De Amerikaanse onderofficier 2e klasse, Douglas Brent Hegdahl III, verklaarde, na zijn vrijlating op 5 augustus 1969, dat hij en zijn medegevangenen, tijdens hun gevangenschap in aangrenzende solitaire cellen in een gevangenis te Hanoi, controleerden of een nieuwe gevangene óók Amerikaan was door de eerste vijf noten van de toonreeks te kloppen op hun celwand om vervolgens te wachten op antwoord. Als het antwoord goed was, gingen zij over tot het communiceren in de kwadratische klopcode om zo onderling informatie uit te wisselen.[5][6]

## Gebruik in media
Hieronder volgt een incomplete lijst met voorbeelden waarin de toonreeks voorkomt.
- At a Darktown Cakewalk een ragtimecompositie door Charles Hale uit 1899, bevat de toonreeks, zonder te worden benoemd als: Shave and a Haircut.[7]
- De openingstune voor het Amerikaanse tv-programma The Tonight Show Starring Johnny Carson (1962-1992) eindigde steevast met de toonreeks.[8]
- In de film Who Framed Roger Rabbit is het Judge Doom die speurt naar Roger Rabbit en hem uit zijn schuilplaats weet te lokken door herhaaldelijk de eerste 5 tonen van Shave and a Haircut te tikken met zijn wandelstok op meubilair en muren, wetende dat toons, zoals Roger Rabbit, sterk de aandrang voelen voor afsluiting en dus de toonreeks willen afmaken. Roger houdt het niet meer, komt - door de muur - uit zijn schuilplaats tevoorschijn gesprongen, triomfantelijk Two Bits roepende.[9]
- In de animatieserie Avatar: De Legende van Aang in boek 3: Vuur, aflevering 320: Sozins Komeet Deel 3: In de Vuurzee, op 05:40: in deze scène trachten Sokka, Suki, en Toph om de luchtvloot van de vuurnatie te stoppen. Toph Beifong klopt de toonreeks op de metalen deur van de stuurhut voordat ze deze met metaalsturen intrapt en de deur omvormt tot een harnas, waarna zij de bemanning uitschakelt.[10]
- In het originele lied Love and Marriage van de Amerikaanse zanger Frank Sinatra, opgenomen voor Capitol Records in 1955, eindigt het lied met de toonreeks.[11]
- Unsquare Dance, een muziekstuk van de Amerikaanse jazzcomponist Dave Brubeck, wordt afgesloten met de toonreeks.[12]
- Aan het einde van iedere aflevering van Samson en Gert.
- Aan het einde van het nummer Play in the Sunshine live gespeeld door Prince tijdens zijn Sign O' The Times-tournee en vastgesteld in de film Sign o' the Times.